# Fritz Rörig
Friedrich Hermann Rörig (* 2. Oktober 1882 in St. Blasien; † 29. April 1952 in Berlin) war ein deutscher Historiker. Rörig gehörte zu den führenden Hanseforschern in der ersten Hälfte des 20. Jahrhunderts.

## Leben und Werk
Fritz Rörig wurde als Sohn eines selbstständigen Apothekers geboren. Dem Zweijährigen verstarb der Vater. Er wuchs daraufhin in Barmen auf. Dort legte er 1901 sein Abitur ab. Er studierte Geschichte und das Nebenfach Nationalökonomie an den Universitäten Leipzig und Tübingen. Seine akademischen Lehrer waren Georg von Below, Konrad Beyerle und Gerhard Seeliger. Während seines Studiums wurde er Mitglied beim Verein Deutscher Studenten Leipzig und beim Verein Deutscher Studenten Tübingen. Er wurde in Leipzig im Jahr 1906 bei Gerhard Seeliger mit einem verfassungsgeschichtlichen Thema über die Entstehung der Landeshoheit im Erzbistum Trier promoviert. Anschließend war er zunächst Hilfsbibliothekar am Leipziger Historischen Institut. Nach einer Archivtätigkeit in Metz von 1908 bis 1910 unterzog er sich weiterführenden Studien an der Universität Göttingen.
Rörig begann seine wegbestimmende Arbeit als Forscher im Archiv der Hansestadt Lübeck. Dieses war in der Zeit seiner Tätigkeit dort in den Jahren von 1911 bis 1918 noch Staatsarchiv der freien Hansestadt, das Archiv der Hanse und unversehrt von den Auslagerungen des Zweiten Weltkrieges und den anschließenden Verbringungen in die UdSSR. Diese Zeit in Lübeck prägte Rörig nachhaltig. Im Jahre 1918 wurde er außerordentlicher Professor für Historische Hilfswissenschaften an der Universität Leipzig. 1923 wurde er ordentlicher Professor für mittlere und neuere Geschichte an der Universität Kiel. Eine Berufung an die Universität Tübingen als Nachfolger von Johannes Haller lehnte Rörig 1932 ab. Im selben Jahr wurde er korrespondierendes Mitglied der Akademie der Wissenschaften zu Göttingen. Im Jahr 1935 übernahm er als Nachfolger von Erich Caspar den Lehrstuhl für die Geschichte des Mittelalters an der Universität Berlin. Im Jahr 1942 wurde er Mitglied der Preußischen Akademie der Wissenschaften.
Rörig vollzog bereits in den 1920er Jahren eine „Annäherung an den Denk- und Sprachstil der völkischen Forschung“, was ihm später auch die NS-Dozentenschaft bestätigte. Rörig hielt Vorträge in der SS-Junkerschule und wurde 1936 in den Vorstand der Nord- und Ostdeutsche Forschungsgemeinschaft berufen. Er war Mitherausgeber der Zeitschrift Jomsburg. In Polen wurde die Zeitschrift schnell verboten, da sie als ein Symbol deutschen Expansionsdrangs angesehen wurde. Er gehörte auch dem 1939 von Werner Daitz begründeten Wissenschaftlichen Beirat der Gesellschaft für europäische Wirtschaftsplanung und Großraumwirtschaft an. Er war außerdem in der „Abteilung Hansische Geschichte“ im vor allem gegen England gerichteten Reichsinstitut für Seegeltungsforschung unter der Leitung des Überseehistorikers Egmont Zechlin aktiv. Trotz dieser Nähe zur NS-Ideologie wurde er dennoch nicht Mitglied der NSDAP, obwohl er nach eigenen Angaben von 1939 bis 1943 Beiträge an den NS-Dozentenbund zahlte. Er konnte daher 1946 seine Lehrtätigkeit an der Berliner Universität wiederaufnehmen, an der er auch in den nächsten Jahren verblieb. Ab 1948 leitete er die Berliner Dienststelle der Monumenta Germaniae Historica an der Berliner Akademie. Rörig betreute über vierzig Dissertationen. Zu seinen akademischen Schülern gehörten unter anderem Ahasver von Brandt, Friedrich Benninghoven, Wilhelm Koppe, Eckhard Müller-Mertens und Bernhard Töpfer.
Seine Forschungsschwerpunkte waren die Hilfswissenschaften und die Hanse- und Stadtgeschichte. Für Rörig war die Hanse einer der Motoren des spätmittelalterlichen Wirtschaftssystems. Mit dieser Anschauung hat er die weitere Befassung mit dem Thema Hanse entscheidend geprägt. Seit 1925 gehörte Rörig dem Vorstand des Hansischen Geschichtsvereins an.

## Diskussion über Rörigs Rolle im Nationalsozialismus
Wilhelm Koppe bescheinigte 1953 seinem akademischen Lehrer „einen glühend demokratischen Geist stark sozialkritischer Richtung“, und „daß allein heiße Vaterlandsliebe ihn sich bei der Einschätzung der politischen Kräfte seiner Zeit bisweilen hat täuschen lassen.“
Die deutsche Geschichtswissenschaft begann sich erst sehr spät mit den Verstrickungen ihrer Vertreter in das „Dritte Reich“ zu beschäftigen. Dies löste 1998 auf dem Frankfurter Historikertag heftige Debatten aus.
Als akademischer Schüler Rörigs vertrat Eckhard Müller-Mertens (2003) die Auffassung, dass sein Lehrer im „Dritten Reich“ keine „konzeptionelle Wende“ vollzogen habe, da er nicht erst seit Mitte der 1930er Jahre eine „völkisch-nationale [...] Intention“ gezeigt habe.
Birgit Nood (2007) führte Rörigs Anpassung an die völkische Ideologe zurück auf eine „Kombination aus inneren Widersprüchen und Ängsten, Brüchen in seiner Biographie, Eitelkeit, Machtbewusstsein und der Unfähigkeit neben der Lehrbelastung wissenschaftliche Forschung zu betreiben“.
Stephan Selzer (2016) stellte in den zwischen 1935 und 1945 veröffentlichten Texten eine „aus heutiger Sicht schwer erträgliche Annäherung Rörigs an Schlagworte und Deutungen nationalsozialistischer Weltsichten“ fest. Mit dieser „Anpassung an Sprache und Denkmuster der NS-Propaganda“ habe Rörig möglicherweise „öffentliche Sichtbarkeit“ und „wissenschaftlichen Einfluss“ angestrebt.
Für Reinhard Paulsen (2016) war Rörig als „Wissenschaftsmanager und Propagandist“ des ‚Dritten Reichs‘ mit seiner Lehre von den „geistigen Grundlagen der hansischen Vormachtstellung“ tief „in den geistigen Sumpf völkisch-rassischer Forschung“ verstrickt. In einem zuvor veröffentlichten Aufsatz zählte Paulsen Rörig „zu den wissenschaftlichen Propagandisten des ‚Völkischen‘ und einer Blut-und-Boden-Ideologie“. Für ihn gehörte Rörig „nicht zur ersten Garde der NS-Historikeraktivisten“, jedoch zeigte sich „deutlich eine Mittäterschaft Fritz Rörigs an den nationalsozialistischen Verbrechen“.
Ulrike Förster (2017) kam zum Ergebnis, dass Fritz Rörig „bereits in den 1920er Jahren kein rein wissenschaftliches, sondern vielmehr ein von politischen Vorstellungen geprägtes Hansebild zeichnete“.

## Schriften (Auswahl)
- Wirtschaftskräfte im Mittelalter. Abhandlungen zur Stadt- und Hansegeschichte. Herausgegeben von Paul Kaegbein. 2. durchgesehene und ergänzte Auflage. Böhlau, Wien u. a. 1971.
- Die europäische Stadt und die Kultur des Bürgertums im Mittelalter (= Kleine Vandenhoeck-Reihe. Bd. 12/13). Herausgegeben von Luise Rörig. 2. erweiterte Auflage. Vandenhoeck & Ruprecht, Göttingen 1955.
- Zur Rechtsgeschichte der Territorialgewässer. Reede, Strom und Küstengewässer (= Abhandlungen der Deutschen Akademie der Wissenschaften, Philosophisch-Historische Klasse. 1948, Nr. 2). Akademie-Verlag, Berlin 1949.
- Vom Werden und Wesen der Hanse. 4. Auflage. Koehler & Amelang, Leipzig 1943.
- Hansische Beiträge zur deutschen Wirtschaftsgeschichte (= Beiträge zur schleswig-holsteinischen Sippenkunde und Bevölkerungsgeschichte. Band 12 / Schriften der Baltischen Kommission zu Kiel. Band 9). Hirt, Breslau 1928.
- Der Markt von Lübeck. Topographisch-statistische Untersuchungen zur deutschen Sozial- und Wirtschaftsgeschichte. In: Lübeckische Forschungen. Jahrhundertgabe des Vereins für Lübeckische Geschichte und Altertumskunde. Rahtgens, Lübeck 1921, S. 157–253.